# پیتر دنتون (بازیکن فوتبال)
پیتر دنتون (انگلیسی: Peter Denton; ۱ مارس ۱۹۴۶ – ۷ اکتبر ۲۰۱۶) بازیکن فوتبال بود.
از باشگاه‌هایی که در آن بازی کرده‌است می‌توان به باشگاه فوتبال کاونتری سیتی اشاره کرد.